# Ejército de Revolucionarios (Siria)
El Ejército de Revolucionarios (en árabe: جيش الثوار), o Jaysh al-Thuwar, es una unidad de protección armada aliada a la coalición rebelde, ha tenido participación en la Guerra Civil Siria.
Creada en mayo de 2015, con presencia en seis provincias, se considera un ambicioso grupo que tiene como objetivo unir a los Árabes, Kurdos y Turcomanos. Con su objetivo de luchar contra el bando leal al gobierno sirio y contra el Estado Islámico, espera convertirse en uno de los grupos rebeldes más relevantes en el norte de Siria y la consolidación democrática de los rebeldes en una coalición. Fue considerado como uno de los «potenciales agentes de poder» en Alepo, Hama, Idlib, y la provincia de Latakia.
A pesar de que sea considerado como parte de la corriente rebelde principal ellos no aceptaron el programa de equipamiento y entrenamiento que les ofreció EE. UU., Jaysh al-Thuwar siempre ha sido aliado del Partido de los Trabajadores de Kurdistán. Por lo tanto, no recibió apoyo turco ni estadounidense, y se vio envuelto en un conflicto abierto con facciones islamistas extremistas en Siria.
Posteriormente, el Jaysh al-Thuwar se retiró de la zona rebelde y profundizó aún más sus vínculos con el PTK. En octubre de 2015, se convirtió en uno de los constituyentes de las Fuerzas Democráticas Sirias (FDS), Jaysh al-Thuwar colabora cada vez más con el FDS en su batalla contra Daesh y contra otras fuerzas islamistas. 

## Historia

### Establecimiento
Establecido el 3 de mayo de 2015, muchos de sus miembros eran pertenecientes al desaparecido Movimiento Hazzm y al Frente de los Revolucionarios de Siria, que fueron derrotados por el Frente al-Nusra en Alepo. En octubre de 2015 una publicación en la sede en Washington D.C del Instituto para el Estudio de la Guerra considerada que Jaysh al-Thuwar es un "potencial poder" en la provincia de Alepo, donde es parte del Volcán del Éufrates, así como en las provincias de Hama, Idlib y Latakia, aunque no en la provincia de Homs.

### Batallas y presencia territorial
Jaysh al-Thuwar se negó a entrar al programa de equipamiento y entrenamiento organizado por EE. UU. y se limitó a luchar contra Daesh. Jaysh al-Thuwar posteriormente mostró videos de ellos luchando tanto contra el Ejército Sirio en Alepo y el norte de Homs, así como contra Daesh en Mare, Kobane y el norte de Raqqa.
Jaysh al-Thuwar controla el oeste de Azaz y afirma que tiene presencia en el barrio alepino de Rashidin, así como en Tal Malah y al-Ghab, en las zonas llanas del norte de Hama, y células en Manbij.

### Integración a las Fuerzas Democráticas Sirias
A pesar de ocasionales negaciones, la coalición rebelde ha estado siempre estrechamente aliada con el Partido de los Trabajadores de Kurdistán. La coalición fue disuelta por culpa de constantes conflictos entre las organizaciones miembros y por la incapacidad de combatir juntos las amenazas islamistas como el Estado Islámico y Al-Nusra.
El Ejército de Revolucionarios tiene armamento considerado como «disperso». La profundización de los lazos con el PTK y otras fuerzas anti-Daesh dio como resultado el establecimiento de una segunda coalición las ahora llamadas Fuerzas Democráticas Sirias que fueron creadas en octubre de 2015. Posteriormente, sus integrantes se enfrentaron en múltiples ocasiones con grupos extremistas. Debido a que los combates en la zona se intensificaron los observadores internacionales que se encontraban en la zona se vieron obligados a evacuar. 
Desde el establecimiento de las FDS, grupos adicionales también se han unido a estas fuerzas.